# Melting Me Softly
Melting Me Softly (hangeul : 날 녹여주오 ; RR : Nal Nokyeojuo) est une série télévisée sud-coréenne diffusée du 28 septembre au 17 novembre 2019 sur tvN,.

## Synopsis
Ma Dong-chan et Ko Mi-ran participent à une expérience de 24 heures où les deux sont congelés. Les choses ne se passent pas comme prévu et ils se réveillent de la capsule congelée 20 ans plus tard au lieu de 24 heures.

## Distribution

### Acteurs principaux
- Ji Chang-wook : Ma Dong-chan
- Won Jin-ah : Go Mi-ran
- Yoon Se-ah : Na Ha-yeong
  - Chae Seo-jin : Na Ha-yeong (jeune)

### Acteurs secondaires

#### Les gens autour de Ma Dong-chan
- Yoon Seok-hwa : Kim Won-jo, la mère de Dong-chan
- Kim Won-hae : Ma Pil-gu, le père de Dong-chan
- Kang Ki-doong : Ma Dong-sik, le frère cadet de Dong-chan
  - Kim Won-hae : vieux Ma Dong-sik
- Han Da-sol : Ma Dong-joo, la sœur cadette de Dong-chan
  - Jeon Soo-kyung : vieux Ma Dong-joo
- Lee Joo-young : Lee Hae-jin, la femme de Dong-sik
- Lee Do-gyeom : Baek Young-tak, le mari de Dong-joo
  - Lee Do-yeob : vieux Baek Young-tak
- Oh Ah-rin : Ma Seo-yoon, la fille de Dong-sik et Hae-jin

#### Les gens autour de Do Mi-ran
- Gil Hae-yeon : Yoo Hyang-ja, mère de Mi-ran
- Park Choong-sun : Ko Yoo-han, père de Mi-ran
- Park Min-soo : Go Nam-tae, frère cadet de Mi-ran
  - Yoon Na-moo : Go Nam-tae (adulte)

#### Les gens à la station de radiodiffusion
- Im Won-hee : Son Hyeon-gi
  - Lee Hong-ki : Son Hyeon-gi (jeune)
- Jung Hae-kyun : Kim Hong-seok
- Han Jae-yi : producteur Su
- Hong Seo-baek : producteur Lee

#### Les gens du campus
- Cha Sun-woo : Hwang Byung-shim, l'ex-petit ami de Mi-ran et le mari de Young-seon
  - Shim Hyung-tak : vieux Hwang Byung-shim
- Song Ji-eun : Oh Young-seon, la meilleure amie de Mi-ran et la femme de Byung-shim
  - Seo Jeong-yeon : la vieille Oh Young-seon
- Oh Ha-nee : Park Kyung-ja, le meilleur ami de Mi-ran et Young-seon
  - Park Hee-jin : vieux Kyung-ja
- Choi Bo-min : Hwang Ji-hoon, le fils de Byung-shim et Young-seon
- Kang Yoo-suk : Baek Young-joon
- Lee Bong-ryun : Park Yoo-ja

#### Autres
- Seo Hyung-chul : Hwang Gab-soo, professeur d'expériences scientifiques
- Lee Moo-saeng : Jo Ki-beom, l'assistant de Gab-soo
  - Kim Wook : Jo Ki-beom (jeune)
- Seo Sang-won : Dr Yoon
- Kim Bup-rae : Lee Seok-doo / Lee Hyeong-doo
- Robin Deiana : Nicholai

### Apparitions spéciales
- Tony An (épisode 1)
- Kim Soo-ro (épisode 6)
- Ra Mi-ran (épisode 6)
- Park Jin-young : Jang Woo-shin (épisode 14)

## Diffusion
- tvN (2019)
- E Channel (2019)
- Star Chinese Channel (2020) / Star Entertainment Channel (2020) / Fox Taiwan (2021)
- Now TV (2020) / ViuTV (2020 / 2021-2022)
- TV3 (2020)
- ABS-CBN (2021)